# Acidente ferroviário de Harrow e Wealdstone

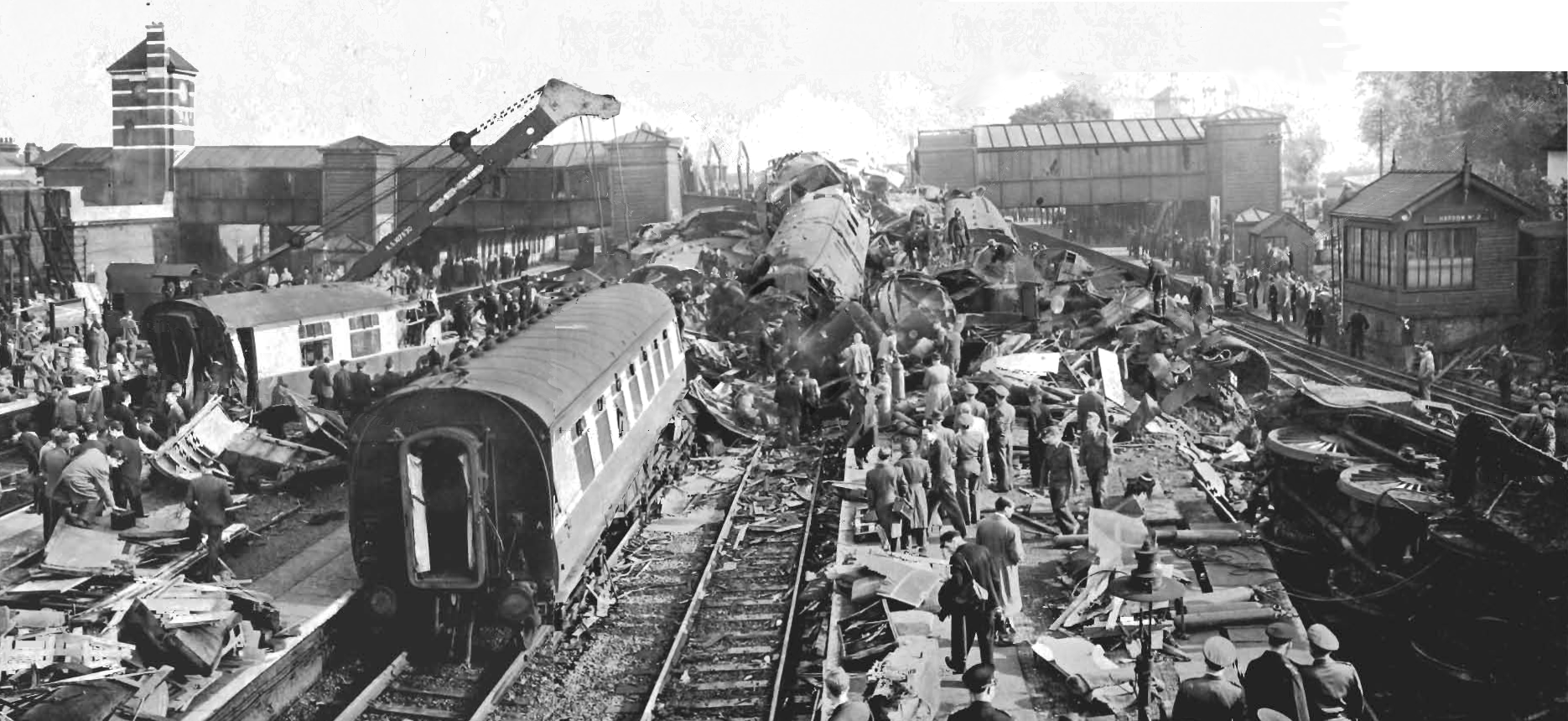
Vista das plataformas do norte após o acidente

O acidente ferroviário de Harrow e Wealdstone foi uma colisão de três trens na estação de Harrow e Wealdstone em Wealdstone, Middlesex (agora Grande Londres) durante a hora do rush da manhã de 8 de outubro de 1952. O acidente resultou em 112 mortes e 340 feridos, 88 deles detidos no hospital. Continua sendo o pior acidente ferroviário em tempos de paz na história britânica e o segundo mais mortal em geral após o desastre ferroviário de Quintinshill em 1915.
Um trem expresso noturno de Perth colidiu com a traseira de um trem de passageiros local parado em uma plataforma da estação. Os destroços bloquearam as linhas adjacentes e foram atingidos em segundos por um trem expresso de "duas cabeças" viajando para o norte a 60 mph (100 km / h). O relatório do Ministério dos Transportes sobre o acidente descobriu que o maquinista do trem de Perth havia passado por um sinal de advertência e dois sinais de perigo antes de colidir com o trem local. A razão para isso nunca foi estabelecida, pois tanto o maquinista quanto o bombeiro do trem de Perth morreram no acidente.
O acidente acelerou a introdução do Sistema de Alerta Automático, e a British Railways concordou com um plano de cinco anos para instalar o sistema para dar aos motoristas um aviso sonoro e visual na cabine ao se aproximar de um sinal de advertência, acionado por ímãs entre os trilhos.